# Vinjište
Vinjište (en serbe cyrillique : Вињиште) est un village de Serbie situé dans la municipalité de Stanovo (Kragujevac), district de Šumadija. Au recensement de 2011, il comptait 374 habitants.

## Démographie
| 1948 | 1953 | 1961 | 1971 | 1981 | 1991 | 2002 | 2011 |
| ---- | ---- | ---- | ---- | ---- | ---- | ---- | ---- |
| 692  | 659  | 618  | 521  | 486  | 433  | 412  | 374  |

|  |